# NGC 2207和IC 2163
NGC 2207和IC 2163是在大犬座內的一對螺旋星系，距離我們大約8000萬光年。這兩個星系都是在1835年被約翰·赫歇爾發現的，而到目前為止在NGC 2207已經發現了四顆超新星（SN 1975A、SN 1999ec、SN 2003H和SN 2013ai）。NGC 2207正受到IC 2163的潮汐剝離中。
哈伯太空望遠鏡在1999年11月曾觀察這個星系。
在2006年4月，史匹哲太空望遠鏡也曾觀測這個星系（下一張圖片）。

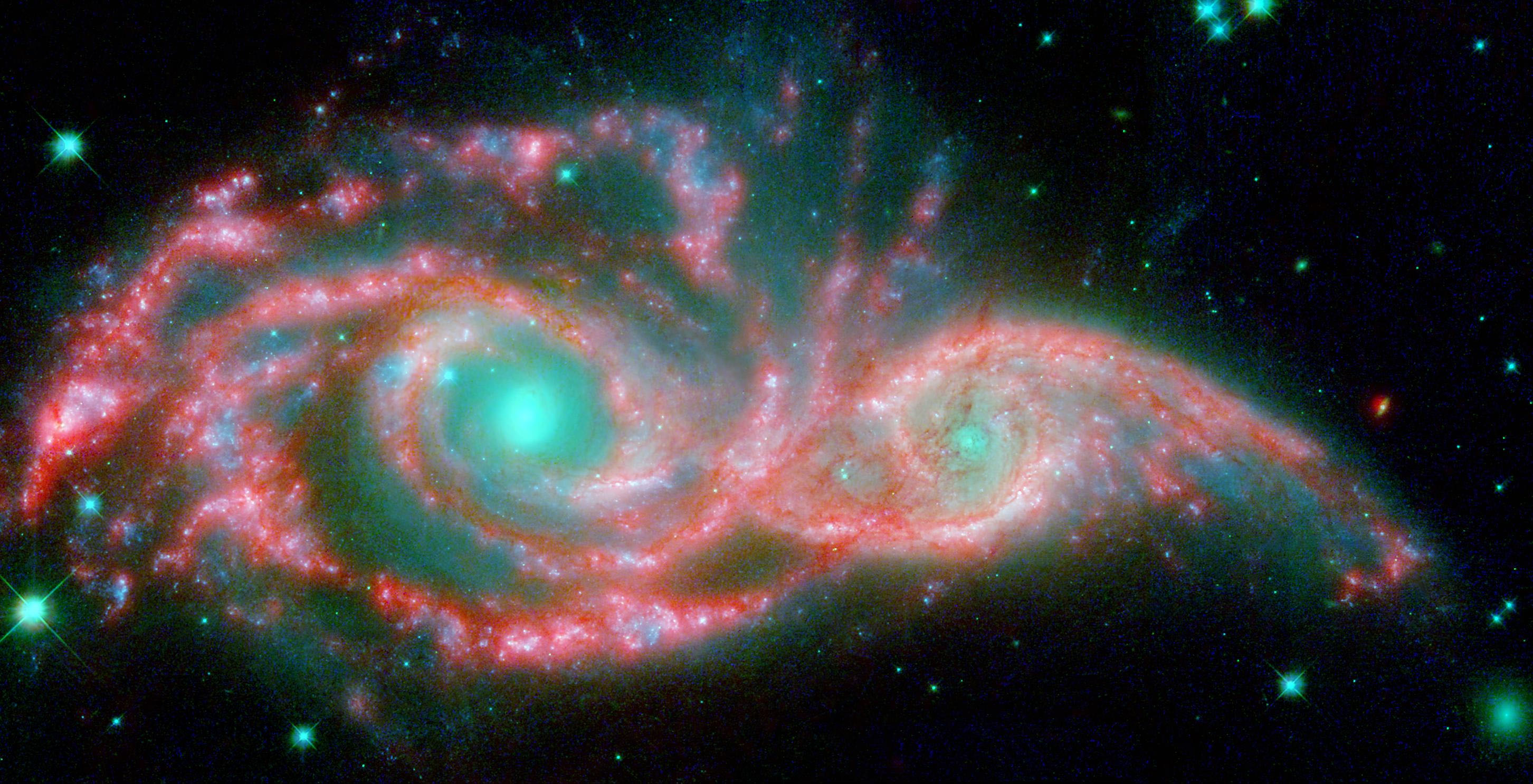
NGC 2207和IC 2163的史匹哲太空望遠鏡紅外線影像。創建者：NASA／JPL。

## 合併中的星系
NGC 2207和IC 2163是正在碰撞和合併中的星系，但是與雙鼠星系和觸鬚星系不同的是，它們仍然是分離開的兩個螺旋星系。它們仍然還在碰撞與合併的第一階段，很快的它們將因碰撞而像雙鼠星系那般緊抓在一起。而后大約經歷10億年的時間，它們將合併成一個橢圓星系。

## 外部連結
- SIMBAD: NGC 2207
- SIMBAD: IC 2163
- HST: A grazing encounter between two spiral galaxies（页面存档备份，存于）
- APOD: Spiral Galaxies in Collision (11/9/1999)（页面存档备份，存于）
- NGC 2207/IC 2163
- NGC 2207 at ESA/Hubble
- Spitzer Space Telescope page on NGC 2207 and IC 2163